# باشگاه فوتبال گرینوک مورتون
باشگاه فوتبال گرینوک مورتون (انگلیسی: Greenock Morton F.C.) یک باشگاه فوتبال حرفه ای اسکاتلندی مستقر در گرینوک است که در چمپیونشیپ اسکاتلند بازی می کند. این باشگاه با نام باشگاه فوتبال مورتون در سال ۱۸۷۴ تاسیس شد و آن را به یکی از قدیمی‌ترین باشگاه‌های اسکاتلند تبدیل کرد. مورتون در سال ۱۹۹۴ به گرینوک مورتون تغییر نام داد تا پیوند با شهر اصلی خود گرینوک را پاس بدارد.